# تيم سكريفن
تيم سكريفن (15 ديسمبر 1965 في المملكة المتحدة - ) (بالإنجليزية: Tim Scriven)‏ هو لاعب كريكت بريطاني. لعب مع نادي مقاطعة سومرست للكريكت ‏ وBuckinghamshire County Cricket Club ‏ والمقاطعات الوطنية للكريكيت الإنجليزي والويلزي ‏.

## وصلات خارجية
- تيم سكريفن على موقع إي آس بي آن كريك إنفو (الإنجليزية)